# Antarctosaurus brasiliensis
Antarctosaurus brasiliensis (gr. "reptil del sur de Brasil") es una especie dudosa del género fósil Antarctosaurus de dinosaurio saurópodo titanosauriano, que vivió a finales del período Cretácico, hace aproximadamente entre 88 y 78 millones de años, en el Campaniense, en lo que es hoy Sudamérica. Restos fragmentarios de este dinosaurio fueron encontrado en la Formación Bauru en Brasil y descriptas por Arid y Vizzotto en 1971. Descrito a partir de dos huesos de los miembros. Esta especie es considerada como nomen dubium. El espécimen tipo de A. brasiliensis sólo se conoce a partir de tres huesos fragmentarios que son de naturaleza titanosauriana. Un fémur izquierdo parcial GP-RD-2, un húmero derecho parcial GP-RD-3 y una vértebra dorsal incompleta GP-RD-4. Del fémur se conserva 1,15 metros y se estimó en 1,55 metros si se completara. El húmero se conserva 65 centímetros y se estima en 95 centímetros completado. El centro de la vértebra dorsal mide 17 centímetros de largo.